# Virginia and Truckee Railroad
La Virginia and Truckee Railroad è una storica ferrovia turistica di proprietà privata, con sede a Virginia City, Nevada, negli Stati Uniti. Il suo percorso è lungo 14,1 miglia (22,7 km). La ferrovia possiede e utilizza il marchio di servizio "regina delle linee brevi" (Queen of the Short Lines). La V&T Railroad gestisce fino a sette treni al giorno, molti a vapore dietro la locomotiva #29, un consolidamento del 2-8-0, o un ex GE 80 totalmente diesel dello US Army da Virginia City dal Memorial Day fino alla fine di ottobre di ogni anno.
Quando fu costruita per la prima volta nel XIX secolo, era una ferrovia mercantile per il trasporto merci (marchio di segnalazione VT) che era stata originariamente costruita per servire le comunità minerarie del Comstock Lode nel Nevada nord-occidentale. Al suo culmine, il percorso della ferrovia correva da a sud di Reno alla capitale statale di Carson City. A Carson City, la linea principale si divide in due rami. Un ramo proseguiva verso sud fino a Minden, mentre l'altro ramo viaggiava verso est fino a Virginia City. La prima sezione da Virginia City a Carson City fu costruita a partire dal 1869 per trasportare minerale, legname e rifornimenti per le famose miniere d'argento del Comstock Lode.
La ferrovia fu abbandonata nel 1950 dopo anni di ricavi in calo. Gran parte dell'infrastruttura ferroviaria è stata ritirata e venduta, insieme alle rimanenti locomotive e vagoni ferroviari. Negli anni 1970, con l'interesse pubblico per le ferrovie storiche in aumento, le vecchie linee furono ricostruite da investitori privati, con un occhio alla riapertura delle linee.
La pubblica Commissione del Nevada per la Ricostruzione della V&T Railway ha ricostruito la linea da Gold Hill (collegamento con l'attuale V&T Railroad) a Carson City, gestendo il primo treno sulla linea in 68 anni il 14 agosto 2009. La Commissione acquistò una locomotiva a vapore 2-8-2 Mikado del 1914 (The McCloud no. 18), che era stata utilizzata dalla Sierra Railroad, fuori da Oakdale, California, su speciali treni per il pranzo e la cena. Quando il no. 18 arrivò sul V&T, i problemi della caldaia furono scoperti, e la locomotiva attendeva riparazione presso i negozi della Virginia and Truckee a Virginia City. Andò a Hollywood per le riprese di Come l'acqua per gli elefanti. È tornata dopo che le sue scene sono state girate e ha avuto il suo primo incasso il 24 luglio 2010. Carrozze e locomotive della ferrovia originale sono esposte al Nevada State Railroad Museum di Carson City, al Comstock History Center in C Street di Virginia City, al California State Railroad Museum di Sacramento e al Railroad Museum of Pennsylvania a Strasburg.
Per risalire la montagna a Virginia City è stato necessario costruire un enorme cavalletto. La famosa mitologia del Nevada dice che Crown Point Trestle era considerato una tale prodezza di ingegneria che è presente nel Nevada State Seal. Questo mito è menzionato da Lucius Beebe.
L'ex Archivista di Stato del Nevada Guy Rocha smentisce questo mito sulla pagina Myth-a-Month dello stato, sottolineando che il sigillo dello stato precede il cavalletto e mostra un viadotto, non un cavalletto.